# Metical mozambiqueño
El metical mozambiqueño es la unidad monetaria de curso legal en Mozambique desde el 1 de julio de 2006. Equivale a 1000 meticales antiguos, moneda que reemplazó.

## Historia
El cono monetario anterior a la reforma estaba compuesto por monedas por valor de 1, 5, 10, 20, 50, 100, 500, 1000, 5000 y 10 000 meticales pero las inferiores a 50 no se usaban con frecuencia. Los billetes emitidos hasta 2003 comprendían valores que iban de los 1000 a los 500 000 meticales.
Cuando en 2004 se produjo la revalorización del leu rumano, el metical pasó a convertirse en la unidad monetaria de menor valor, siendo un dólar estadounidense equivalente a 24 500 meticales.

## El nuevo metical
El 1 de julio de 2006 entró en vigor la reforma monetaria que hacía constar que 1000 meticales equivaldrían a 1 nuevo metical, o lo que es lo mismo, se restó 3 ceros a la unidad monetaria en vigor. La nueva unidad monetaria estaría dividida en 100 centavos.
Los faciales emitidos tanto en metal como en papel se detallan a continuación.

## Monedas
Las nuevas monedas emitidas en 2006 con la denominación expresada en nuevos meticales son las siguientes:
| 1 centavo    | 2006 | Cobre | Cobre  | Circular   |  | Estriado       | Rinoceronte blanco y valor facial               | Emblema del banco y año |
| 5 centavos   | 2006 | Cobre | Cobre  | Circular   |  | Estriado       | Guepardo y valor facial                         | Emblema del banco y año |
| 10 centavos  | 2006 | Latón | Latón  | Circular   |  | Estriado       | Tractor y valor facial                          | Emblema del banco y año |
| 20 centavos  | 2006 | Latón | Latón  | Circular   |  | Estriado       | Algodón y valor facial                          | Emblema del banco y año |
| 50 centavos  | 2006 | Latón | Latón  | Circular   |  | Estriado       | Martín pescador y valor facial                  | Emblema del banco y año |
| 1 metical    | 2006 | Acero | Acero  | Heptagonal |  | Liso           | Mujer y valor facial                            | Emblema del banco y año |
| 2 meticales  | 2006 | Acero | Acero  | Circular   |  | Estriado       | Celacanto y valor facial                        | Emblema del banco y año |
| 5 meticales  | 2006 | Acero | Acero  | Circular   |  | Estriado disc. | Timbila y valor facial                          | Emblema del banco y año |
| 10 meticales | 2006 | Latón | Níquel | Circular   |  | Estriado disc. | Edificio del Banco de Mozambique y valor facial | Emblema del banco y año |

## Billetes
A partir del 1 de julio de 2006, se emitieron nuevos billetes en denominaciones de 20, 50, 100, 200, 500 y 1.000 meticais. El 1 de octubre de 2011, el Banco de Mozambique emitió una nueva familia de billetes similar a la serie de 2006, pero con características de seguridad mejoradas. Las tres denominaciones más pequeñas ahora están impresas en polímero, mientras que las denominaciones más altas permanecen impresas en papel. Los billetes en metical de mayor denominación son impresos por De La Rue.
| Denominación   | Color predominante | anverso       | reverso      |
| -------------- | ------------------ | ------------- | ------------ |
| 20 meticales   | Morado             | Samora Machel | Rinocerontes |
| 50 meticales   | Marrón             | Samora Machel | Kudus        |
| 100 meticales  | Rojo               | Samora Machel | Girafas      |
| 200 meticales  | Azul               | Samora Machel | Leones       |
| 500 meticales  | Fuxia              | Samora Machel | Bufalos      |
| 1000 meticales | Gris Verdoso       | Samora Machel | Elefantes    |

Mozambique introducirá una nueva serie de billetes y monedas en metical a partir del 16 de junio de 2024, que sustituirá progresivamente a los que están en circulación desde 2006, anunció el viernes el gobernador del banco central
| Denominación   | Color predominante | anverso       | reverso                                                   |
| -------------- | ------------------ | ------------- | --------------------------------------------------------- |
| 20 meticales   | Morado             | Samora Machel | planta, árbol, montañas; pájaro en rama                   |
| 50 meticales   | Marrón             | Samora Machel | fauna silvestre; antílope                                 |
| 100 meticales  | Rojo               | Samora Machel | cestas de verduras y frutas                               |
| 200 meticales  | Azul               | Samora Machel | Leona reclinada con cachorros y león de pie.              |
| 500 meticales  | Fuxia              | Samora Machel | barcos de vela                                            |
| 1000 meticales | Gris Verdoso       | Samora Machel | Cinco elefantes caminando en el campo con árboles detrás. |